# Марксгайм
Марксгайм (нім. Marxheim) — громада в Німеччині, знаходиться в землі Баварія. Підпорядковується адміністративному округу Швабія. Входить до складу району Донау-Ріс.
Площа — 46,46 км2. Населення становить 2612 ос. (станом на 31 грудня 2020).